# Deep Blue
Deep Blue er en skakspillende computer udviklet hos IBM.
Den var den første computer, som slog en stormester i skak i et enkelt spil (Garry Kasparov i 1996) og året efter vandt over Garry Kasparov med 3½–2½ (10. februar 1997).
Efter Kasparovs nederlag blev den indiske datalog Omar Syed inspireret til at lave spillet Arimaa, der ikke ville kunne vindes af en computer.